# Dysphania confluens
Dysphania confluens är en fjärilsart som beskrevs av W. Warren 1895. Dysphania confluens ingår i släktet Dysphania och familjen mätare. Inga underarter finns listade i Catalogue of Life.